# Cathy Kelley
Catherine Anne Kelley (Oak Park, 27 de setembro de 1988) é uma jornalista, apresentadora de televisão, modelo e atriz americana atualmente contratada pela WWE, trabalhando como entrevistadora nos bastidores da marca Raw. Ela também é conhecida por sua passagem anterior na WWE de 2016 a 2020. Antes de assinar com a WWE, ela foi palestrante na rede online de Maria Menounos AfterBuzz TV. Em 6 de outubro de 2022, a WWE anunciou que Kelley se juntou oficialmente à marca RAW como entrevistadora de bastidores após um hiato de dois anos na empresa.

## Juventude e educação
Kelley nasceu em 27 de setembro de 1988, em Oak Park, Illinois. Ela é descendente de austríacos e irlandeses. Ela cresceu com uma mãe solteira, mas passou grande parte do tempo na fazenda de seu pai em Vermont. Seu avô, Bartram Kelley, foi um pioneiro da aviação, como engenheiro sênior da Bell Helicopter.
Kelley se interessou por jornalismo quando estava no ensino médio e começou a apresentar vários noticiários de sua escola. Ela se formou na Loyola University Chicago em jornalismo multimídia. Ela é membro da Mensa International, a maior e mais antiga sociedade de alto QI do mundo, e também é jornalista certificada pela Mensa.

## Carreira
Kelley apresentou e contribuiu para o GenYTV da WTTW, The Open House Television Show da WOI-DT, DSM Living, e Hot Off The Press da JUCE TV.
Kelley se juntou à AfterBuzz TV em 2012. Ela foi palestrante nos programas de recapitulação das redes do Monday Night Raw, NXT, e The Bachelor da ABC. Em 2013, ela começou a apresentar um podcast chamado “Chatting with Cathy”, onde entrevistou celebridades, influenciadores sociais e amigos da rede.
Kelley assinou contrato com a WWE em fevereiro de 2016 e foi correspondente do NXT e eventos especiais. Ela fez sua estreia oficial na WWE em 1º de abril de 2016, no pré-show do NXT Takeover: Dallas. Durante sua gestão, ela apresentou o WWE Now, um programa que vai ao ar nas plataformas de mídia social da WWE e em seu site oficial que cobre histórias, notícias de última hora, prévias dos próximos episódios do Raw e SmackDown e recapitulações de eventos. Durante sua gestão, ela contribuiu para o programa de Sam Roberts no Sirius XM.
Em 25 de setembro de 2019, Kelley fez sua estreia oficial na televisão durante um episódio do NXT. Ela também fez uma aparição noturna no SmackDown como correspondente em 1 de novembro de 2019, depois que a maior parte do plantel da WWE ficou presa no exterior. Em 13 de fevereiro de 2020, Kelley anunciou nas redes sociais que estava deixando a WWE. Seu último dia na empresa foi no NXT TakeOver: Portland em 16 de fevereiro. Em 2020, Kelley fez sua estreia como atriz no seriado da Netflix #blackAF como comissária de bordo. Em 6 de outubro de 2022, a WWE anunciou que Kelley retornaria à empresa como entrevistadora de bastidores da marca Raw. Em junho de 2023, ela se juntou à marca SmackDown na mesma função. Em dezembro daquele ano, ela começou a apresentar o 'The OK Show' ao lado de Kevin Owens, disponível no YouTube. Ela foi transferida de volta para o plantel do RAW em fevereiro de 2024, onde atualmente trabalha.

## Filmografia

### Televisão
| Ano                     | Nome          | Função                        | Notas |
| ----------------------- | ------------- | ----------------------------- | ----- |
| 2016–2020               | WWE NXT       | Entrevistadora nos bastidores |       |
| 2020                    | #blackAF      | Comissária de bordo           |       |
| 2022–2023 2024–presente | WWE Raw       | Entrevistadora nos bastidores |       |
| 2023–2024               | WWE SmackDown | Entrevistadora nos bastidores |       |